# 阿姆斯特朗縣 (賓夕法尼亞州)
阿姆斯特朗縣（英語：Armstrong County）是美国宾夕法尼亚州西部的一個縣，面積1,721平方公里。根據2020年美國人口普查，共有人口65,558人。縣治基塔寧。該縣成立於1800年3月12日，縣名紀念大陆会议代表老約翰·阿姆斯特朗。